# Poblada de abril de 1984
A poblada de abril de 1984 foi uma série de protestos em 23, 24 e 25 de abril de 1984 na República Dominicana durante o governo de Salvador Jorge Blanco do Partido Revolucionário Dominicano (PRD) devido aos altos preços dos alimentos básicos, corrupção política prevalecente, a desvalorização do peso dominicano e a assinatura de um acordo com o Fundo Monetário Internacional (FMI).
O nome "poblada" foi dado aos protestos pelo professor Juan Bosch.

## Contexto
O terceiro governo do Partido Revolucionário Dominicano (PRD) liderado por Jorge Blanco passava por uma difícil situação econômica. Em 1981, a inflação galopante e a crise orçamentária forçaram o governo a se limitar economicamente, a adotar medidas de austeridade e a implementar reformas impopulares para recuperar a economia, o que foi dificultado pelo aumento do preço do petróleo e que, portanto, resultariam no encarecimento dos produtos de primeira necessidade. Tal situação gerou a insatisfação dos setores populares. Nos meses de janeiro e fevereiro de 1984, a inflação disparou 700%. 
Por mais de um ano, antes do levante popular de abril de 1984, os Comitês de Luta Popular (CLP), liderados pela esquerda, e as comunidades cristãs de base (CCBs), influenciadas por padres católicos militantes da Teologia da Libertação, manifestaram objeções e oposição as negociações que o governo da República Dominicana mantinha com o Fundo Monetário Internacional (FMI).

## Levante e reação do governo
Na segunda-feira, 23 de abril de 1984, os bairros marginalizados de Santo Domingo e do interior do país iniciaram um levante popular, batizado pelo professor Juan Bosch de “poblada”.
Embora a princípio o governo dominicano acreditasse que se tratava de um movimento com uma orientação política visando sabotá-lo, o fato é que os distúrbios sociais surpreenderam todos os grupos políticos da República Dominicana.
O então secretário das Forças Armadas, Manuel Antonio Cuervo Gómez, ordenou a mobilização de tropas de elite de Constanza, conhecidas como "Cazadores de Montaña" para assumir o controle dos bairros de Santo Domingo.
Os protestos terminariam com centenas de mortos e milhares de pessoas presas, haja vista Jorge Blanco, depois de dispensar a polícia de lidar com os manifestantes, ordenou que as forças armadas atacassem a população civil. Várias versões afirmam que José Francisco Peña Gómez, administrador do Distrito Nacional (1982-1986) e líder do Partido Revolucionário Dominicano, apresentou-se no Palácio Nacional e advertiu o presidente para usar as Forças Armadas, caso contrário, certamente seria deposto pois a Polícia Nacional falhava em conter os violentos protestos, embora apoiasse publicamente as ações do governo.

## Impacto
Os três dias de confrontos de rua em abril de 1984 faria o governo e o Partido Revolucionário Dominicano perder as eleições presidenciais de 1986, bem como levariam ao julgamento e prisão do ex-presidente Jorge Blanco.
Os protestos deixaram milhões de pesos em danos com saques de comércios, incêndios de veículos públicos e privados, bloqueios de estradas e paralisação de todas as atividades por mais de 72 horas.
Um levante similar ocorreu anos depois contra o governo de Carlos Andrés Pérez na Venezuela (o caracazo), ambos obrigariam o FMI a rever sua "política de choque" para a América Latina, abandonando sua imposição de medidas e negociando reformas com os governos. 

### Mortes
Oficialmente, as autoridades afirmaram que mais de 125 pessoas morreram, porém fontes da imprensa da época garantiram que os mortos ultrapassavam duzentos, já que os necrotérios não eram suficientes, as emergências hospitalares estavam sobrecarregadas de feridos e todas as instalações policiais e militares estavam repletas de detentos e espancados.